# Quercus sessilifolia
Quercus sessilifolia Blume – gatunek roślin z rodziny bukowatych (Fagaceae Dumort.). Występuje naturalnie w Japonii, Chinach (w prowincjach Anhui, Fujian, Guangdong, Kuejczou, Hubei, Hunan, Jiangsu, Jiangxi, Syczuan i Zhejiang, a także w regionie autonomicznym Kuangsi) oraz na Tajwanie.

## Morfologia
PokrójZimozielone drzewo dorastające do 25 m wysokości.
LiścieBlaszka liściowa jest skórzasta i ma kształt od eliptycznie podługowatego do eliptycznie lancetowatego. Mierzy 7–15 cm długości oraz 1,5–4 cm szerokości, jest lekko piłkowana przy wierzchołku, ma klinową nasadę i spiczasty wierzchołek. Ogonek liściowy jest nagi i ma 5–10 mm długości.
OwoceOrzechy o kształcie od odwrotnie jajowatego do elipsoidalnie odwrotnie jajowatego, dorastają do 17–24 mm długości i 8–15 mm średnicy. Osadzone są pojedynczo w kubkowatych miseczkach do 35% ich długości. Same miseczki mierzą 10–15 mm średnicy.

## Biologia i ekologia
Rośnie w lasach mieszanych. Występuje na wysokości od 1000 do 1700 m n.p.m. Kwitnie od kwietnia do maja, natomiast owoce dojrzewają od października do listopada.